# 대표소송
대표소송(代表訴訟, derivative suit)은 회사가 이사에 대하여 책임을 추궁할 소를 제기하여야 하는데도 회사가 이 소를 제기하지 아니한 때 주주가 회사를 위하여 이사에 대하여 제기하는 소를 말한다. 발행주식의 총수의 100분의 1 이상에 해당하는 주식을 가진 주주는 회사에 대하여 이유를 기재한 서면으로써 이사의 책임을 추궁할 소의 제기를 청구할 수 있다. 이사뿐만 아니라 감사, 발기인 등의 회사에 대한 책임을 추궁할 때에도 이용된다.

## 요건

### 소수주주의 제소청구
발행주식 총수의 100분의 1 이상에 해당하는 주식을 가진 소수주주가 회사에 대해 이사의 책임을 추궁할 소의 제기를 청구하여야 하며 이러한 주식비율은 소제기시에만 유지하면 족하다.

## 판례
- 가. 상법 제403조 제2항에 따른 서면에 기재되어야 하는 '이유'에 책임추궁 대상 이사, 책임발생 원인사실에 관한 내용이 포함되어야 하는지 여부(적극) 및 서면에 책임발생 원인사실이 다소 개략적으로 기재되어 있더라도, 회사가 기재된 내용, 회사 보유 자료 등을 종합하여 이를 구체적으로 특정할 수 있는 경우, 그 서면은 상법 제403조 제2항에서 정한 요건을 충족하였다고 보아야 하는지 여부(적극)

나. 주주가 대표소송에서 주장한 이사의 손해배상책임이 회사에 제출한 서면에 적시된 것과 차이가 있으나 법적 평가만을 달리한 것인 경우, 그 대표소송이 적법한지 여부(적극)/ 주주가 대표소송 중에 위와 같은 청구를 추가할 수 있는지 여부(적극)

## 참고 문헌
- 윤영신, 『주주대표소송의 변호사보수 부담에 관한 연구』. 한국법제연구원, 2000.

## 같이 보기
- 대한민국 상법 제403조
- 대한민국 상법 제415조
- 대한민국 상법 제324조
- 대한민국 민사소송법 제218조
- 이중대표소송